# Mark Ibold
Mark Ibold (Cincinnati, 17 de octubre de 1962) es un músico estadounidense que fue bajista de la banda Pavement de 1992 a 1999 y más tarde en la gira de 2010 que reunió de nuevo al grupo. También fue miembro del grupo de rock alternativo Sonic Youth.
Antes de entrar a formar parte de Pavement, fue miembro de Dustdvils entre finales de los 80 y finales de los 90. Además de tocar el bajo en, Ibold participó en los coros del disco Terror Twilight. 
Ibold compaginó su primer paso por Pavement, con el grupo Free Kitten junto con Kim Gordon de Sonic Youth, Julie Cafritz de Pussy Galore y Yoshimi P-We de Boredoms.
En 2006 Ibold se une a Sonic Youth en la gira de Rather Ripped y es miembro oficial de la banda desde la publicación del álbum The Eternal en 2009.